# لي ماثيوز (مغني)
لي ماثيوز (بالإنجليزية: Lee Mulhern)‏ هو مغني بريطاني، ولد في 12 يونيو 1988.